# 李忱 (越南)
李忱（越南语：／；1202年—？）是越南李朝皇帝李高宗李龍𣉙的皇次子、李惠宗李旵的庶兄，曾短暫被上品奉御范秉彝的部將郭卜擁立為帝。
李忱在天資嘉瑞十七年（1202年）八月出生，後來在治平龍應四年（1208年）范猷叛亂，李高宗命上品奉御范秉彛討伐他，但次年李高宗聽信范猷讒言而處死范秉彛及其兒子。治平龍應五年（1209年），范秉彛的部將郭卜不滿李高宗聽信讒言，闖入宮中立李忱為帝，授譚以蒙、阮正賴職，而李高宗及皇太子李旵出逃往歸化江。
不久後，皇太子李旵娶陳李女為妃。同年（1209年），陳李率其部眾至京平定叛亂，奉李高宗回京，李忱下落並未記載。